# Patrick Rubinstein

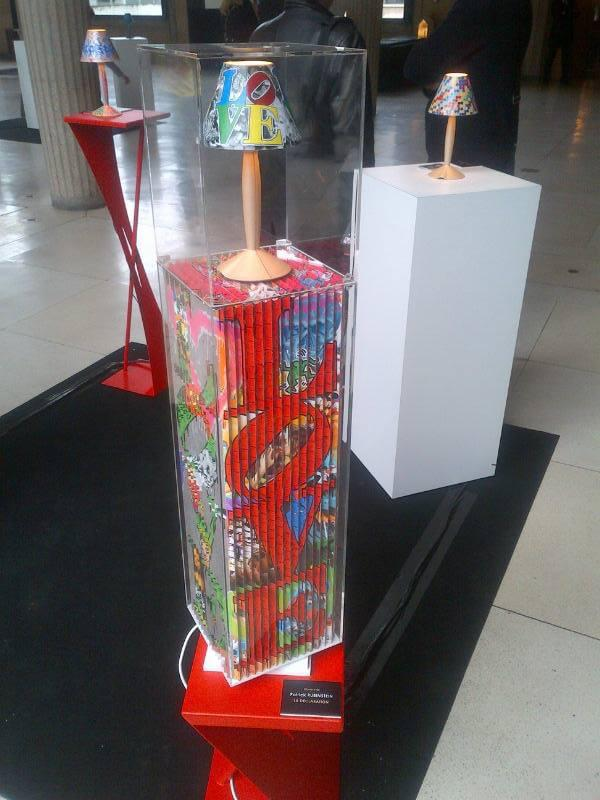
P.Rubinstein en collaboration avec Philippe Starck

Pour les articles homonymes, voir Rubinstein.
 (janvier 2024).
Si vous disposez d'ouvrages ou d'articles de référence ou si vous connaissez des sites web de qualité traitant du thème abordé ici, merci de compléter l'article en donnant les références utiles à sa vérifiabilité et en les liant à la section « Notes et références ».

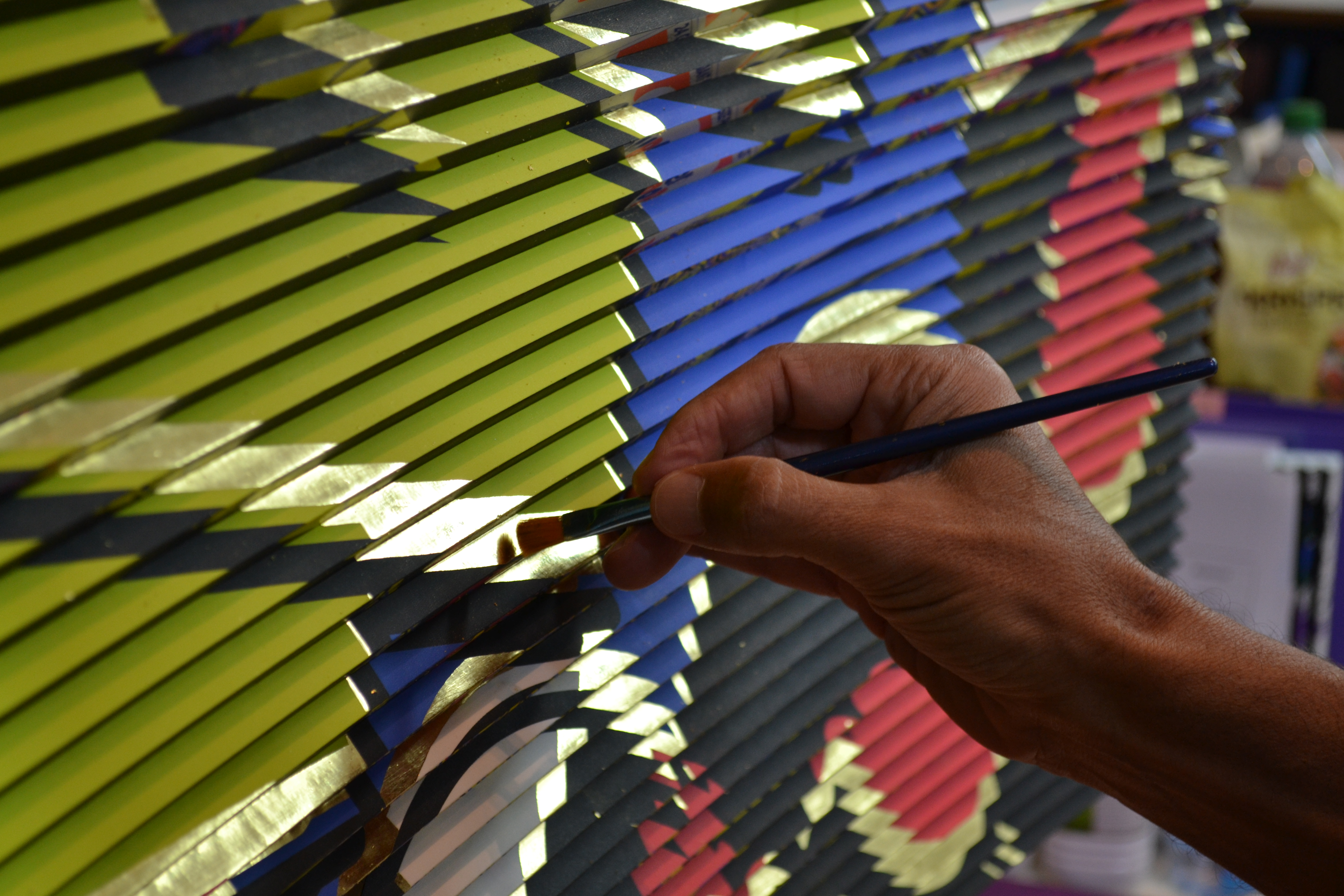
Patrick Rubinstein posant une feuille d'or 22 carats sur l'un de ses tableaux.

Patrick Rubinstein est un artiste contemporain français, né en 1960 à Paris. Il appartient au mouvement de l'Op Art et des arts cinétiques. Il est l'inventeur du mouvement Kinetic Pop Art, alliant les principes techniques des arts optiques et la thématique de la figuration en art.

## Biographie
Patrick Rubinstein doit beaucoup à sa famille pour son éducation artistique. En effet, sa mère est passionnée du 7ème art. Son père, quant à lui, est amateur et collectionneur d'art. C'est lui qui l'initie aux techniques de l'art optique et cinétique, qui sont très en vogue à la fin des années 1970.
Fasciné par l'Op Art et le cinétisme, c'est en 1977 que Patrick Rubinstein crée ses premières œuvres optiques. Il s'intéresse particulièrement au travail de Yaacov Agam, avec son procédé optique en accordéon. S'il s'inspire de la technique, il s'en sépare dans l'esthétique, préférant la figuration à l'abstraction géométrique.
Âgé de 18 ans, il s'intéresse à la fusion des visages. Il utilise deux portraits de membres d'une même famille pour en découvrir les points communs et les singularités.
Il continue de créer des œuvres en recherchant des solutions techniques lui permettant d'affiner la précision du cinétisme et des illusions optiques, en particulier la persistance rétinienne.
Patrick Rubinstein est classé par le magazine Art Actuel au 89e rang des artistes les mieux vendus en France en 2013.

## Expositions
- 22 mai – 15 juin 2014 – Singapour : "Rendez-vous avec les Géants", première rétrospective en Asie[2] .

- 10 – 30 octobre 2014 – Séoul. Opera Gallery expose pour la première fois ensemble Patrick Rubinstein, Seen et Mr Brainwash[6].

- Juin-Septembre 2022 : "jeux d'optique" Salvador Dali invite Patrick Rubinstein. Le musée Dali de Paris expose une série d'oeuvres originales conçue par Patrick Rubinstein pour rendre hommage et dialoguer avec l'oeuvre singulière du maître catalan[7],[8].

## Ventes aux enchères caritatives
- 2019 - Paris. Patrick Rubinstein participe au Gala de la Fondation du Paris Saint-Germain en faisant don de son œuvre unique Liberté-Égalité-Mbappé[9],[10].
- 16 mai 2017 - Paris. Patrick Rubinstein participe au Gala de la Fondation du Paris Saint-Germain en faisant don de son œuvre unique Paris est Magique !, acquise pour 90 000 €[11],[12].